# 聖盧西亞 (弗朗西斯科-莫拉桑省)
聖盧西亞（西班牙語：Santa Lucía），是洪都拉斯的城鎮，位於該國中部，由弗朗西斯科-莫拉桑省負責管轄，始建於1820年11月12日，面積65.03平方公里，海拔高度1,653米，2001年人口6,692，人口密度每平方公里102.91人。
14°6′0″N 87°7′0″W / 14.10000°N 87.11667°W